# L'uomo dal cuore di ferro
L'uomo dal cuore di ferro  (The Man with the Iron Heart) è un film del 2017 diretto da Cédric Jimenez.
Il film è un adattamento cinematografico dell'omonimo romanzo di Laurent Binet ed è incentrato sull'Operazione Anthropoid, che portò all'assassinio del leader nazista Reinhard Heydrich. Fanno parte del cast principale Jason Clarke, Rosamund Pike, Jack O'Connell, Jack Reynor e Mia Wasikowska.

## Trama
Nel 1929, il giovane  ufficiale della Marina tedesca Reinhard Heydrich viene espulso con disonore perché aveva una relazione con una donna rifiutandosi di sposarla. Ne sposerà un’altra, Lina, che lo farà entrare nel Partito nazista, non ancora al potere. A Heydrich verrà affidato il controspionaggio delle SS.
Nel 1942, quando il Terzo Reich è all'apice del suo potere, la resistenza cecoslovacca a Londra decide di pianificare un'ambiziosa operazione militare, denominata Operazione Anthropoid. I paracadutisti Jozef Gabčík e Jan Kubiš vengono inviati a Praga per assassinare Heydrich, divenuto governatore della Boemia e uno dei più spietati generali nazisti.

## Produzione
Il titolo si riferisce all'acronimo del tedesco Himmlers Hirn heißt Heydrich, ovvero «il cervello di Himmler si chiama Heydrich». Cédric Jimenez ha diretto il film sulla base della sceneggiatura che ha scritto con David Farr e Audrey Diwan, Il film è stato finanziato da Légende Films, Adama Pictures, Echo Lake Entertainment e FilmNation Entertainment.
Le riprese del film sono incominciate il 14 settembre 2015 a Praga e Budapest, e si sono concluse nel febbraio 2016.

## Distribuzione
La pellicola è stata distribuita nel corso del 2017. I diritti per la distribuzione statunitense sono stati acquistati dalla The Weinstein Company. 

In Italia è uscito nelle sale cinematografiche il 24 gennaio 2019.